# Dardanus calidus
Dardanus calidus là một loài cua ẩn sĩ.
D. calidus có thể dài đến 12 xentimét (4,7 in). Nó sử dụng vỏ sò của loài Tonna galea và Charonia mà thường trang hoàng bằng hải quỳ Calliactis parasitica. Mối quan hệ giữa nó và hải quỳ là quan hệ hỗ sinh.
Dardanus calidus là loài ăn các vật chất phân hủy trên đáy biển.
Nó đã được thu thập từ độ sâu hơn 100 mét (330 ft), nhưng thông thường hơn được tìm thấy ở vùng nước nông hơn.
Dardanus calidus đã được mô tả lần đầu bởi Antoine Risso vào năm 1827, với danh pháp Pagurus calidus, và đã được chuyển sang chi Dardanus bởi Jacques Forest vào năm 1958. The larval form Glaucothoë rostrata, được mô tả bởi Edward J. Miers vào năm 1881, cũng được ấn định danh pháp D. calidus.